# Haus der Arbeitervereinigung

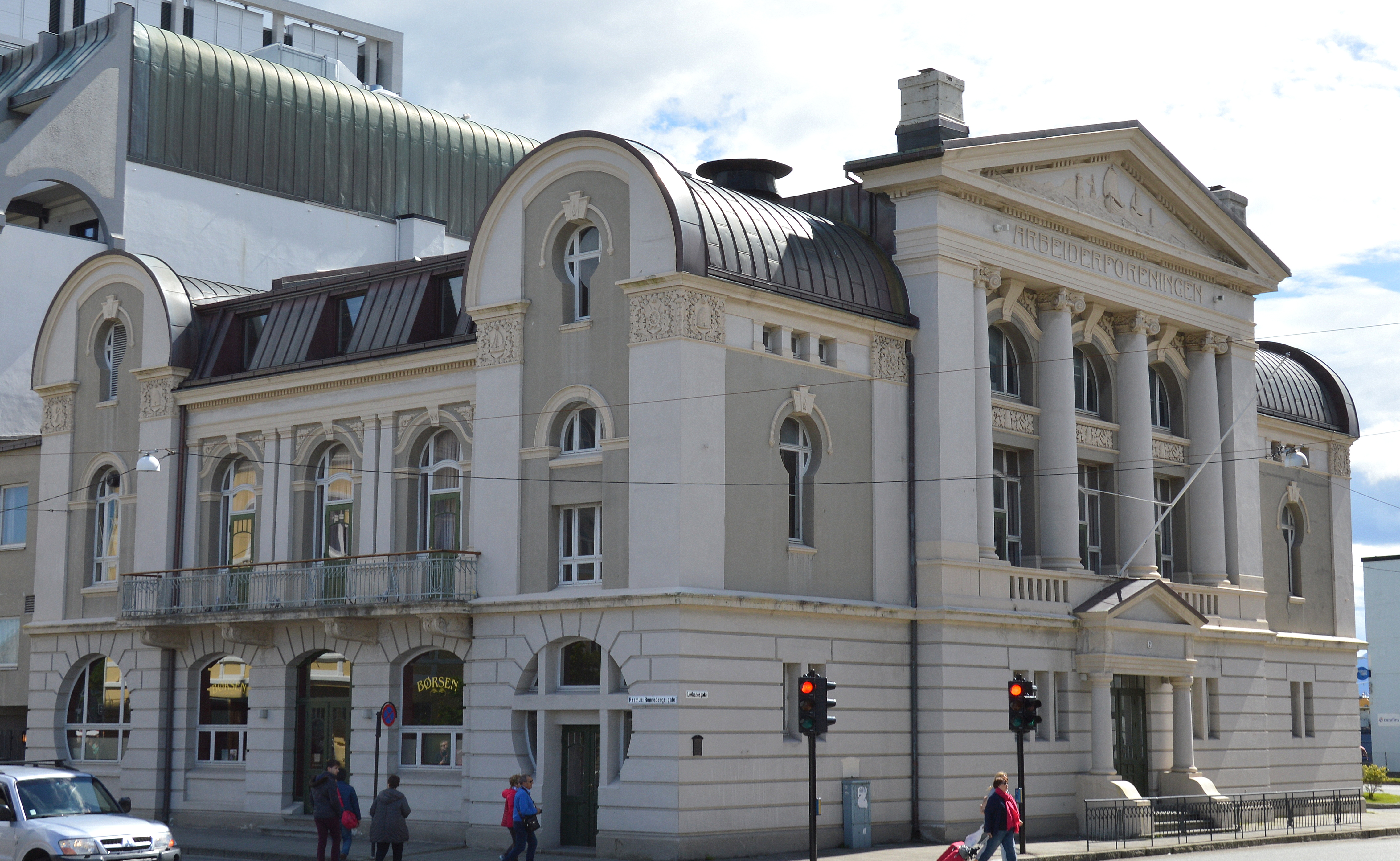
Haus der Arbeitervereinigung, 2017

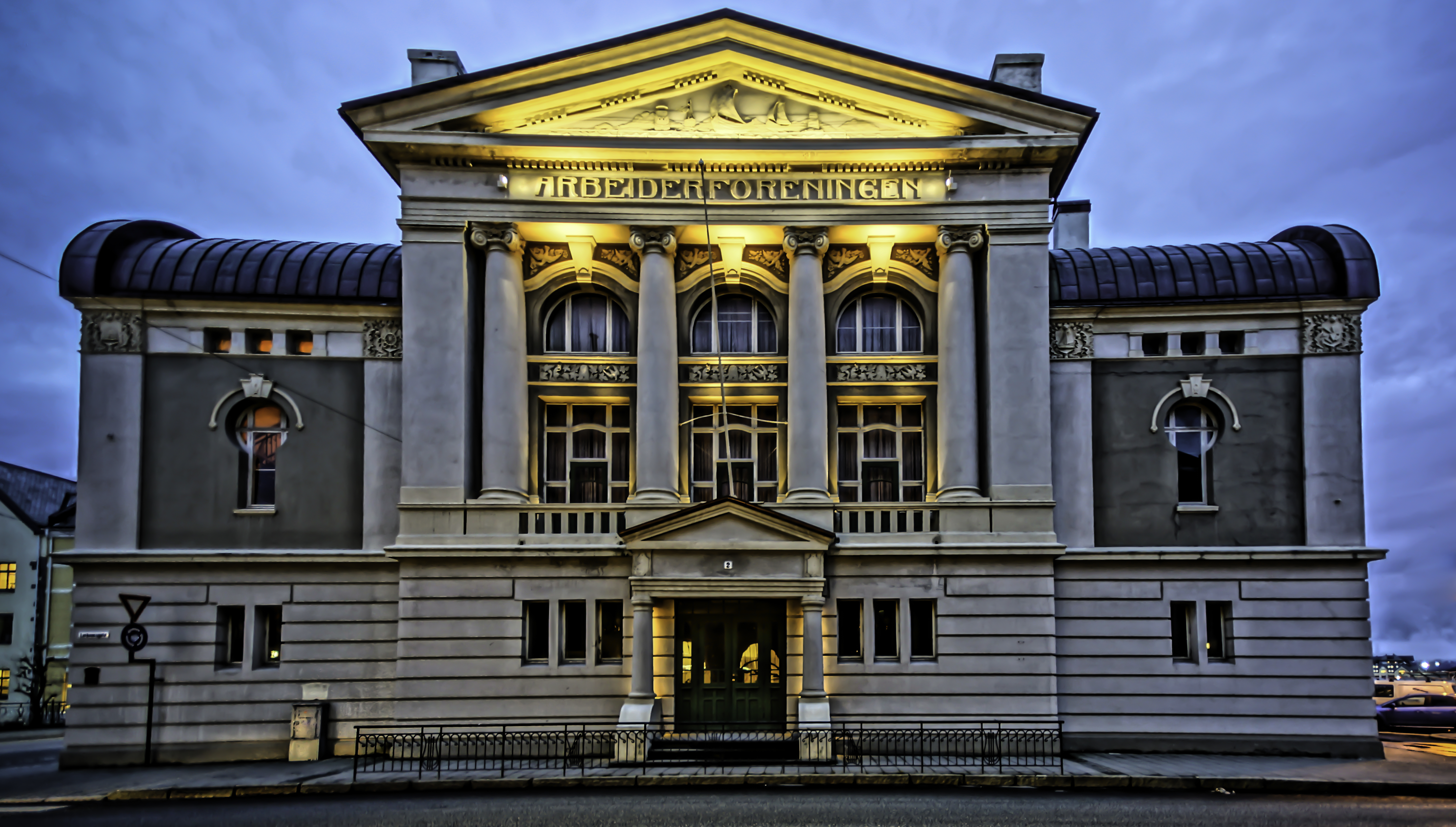
Beleuchtet, 2012

Das Haus der Arbeitervereinigung ist ein denkmalgeschütztes Gebäude in der norwegischen Stadt Ålesund. Es wird auch schlicht als Der Arbeiter (norwegisch: Arbeideren) bezeichnet.
Es befindet sich in der Innenstadt von Ålesund an der Adresse Lorkenesgata 2 auf der Insel Nørvøy.

## Architektur und Geschichte
Die Einweihung des im Jugendstil errichteten Hauses erfolgte am 17. Mai 1906. Es diente als Kulturzentrum der Gewerkschaft. Als Architekten des verputzten Ziegelgebäudes wirkten Kristen Rivertz und Heinrich Jürgensen. Bauherr war die Aalesund Arbeiderforening. Das Eingangsportal befindet sich auf der Westseite, ist von neoklassizistischen Säulen flankiert und wird von einem Dreiecksgiebel überspannt. Die Gestaltung der Fenster- und Türöffnungen erinnert in ihrer Form jeweils an Schlüssellöcher. Der Dachstuhl ist aus einer Holz- und Stahlkonstruktion gefertigt. Bedeckt wird der Bau von einem Satteldach. Bis 1970 war das Haus als Veranstaltungs- und Vereinshaus in Benutzung. Dann wurde es als Geschäfts- und Lagerhaus genutzt. Heute (Stand 2017) dient es als Kulturzentrum.
1985 fand eine Renovierung des Gebäudeinneren statt. Im Jahr 1997 wurde das Haus unter Denkmalschutz gestellt. Die Malereien im Treppenhaus wurden 2004 restauriert. Die Fassade wurde von 2002 bis 2007 saniert.